# The Dark Half (película)
The Dark Half (en España La mitad oscura, en Argentina, México y Uruguay La mitad siniestra) es una película de terror estadounidense de 1993 dirigida por George A. Romero.
Se trata de una adaptación de la novela La mitad oscura del escritor Stephen King y está protagonizada por Timothy Hutton, Amy Madigan, Michael Rooker y Royal Dano en la que fuera su última aparición en cine.

## Sinopsis

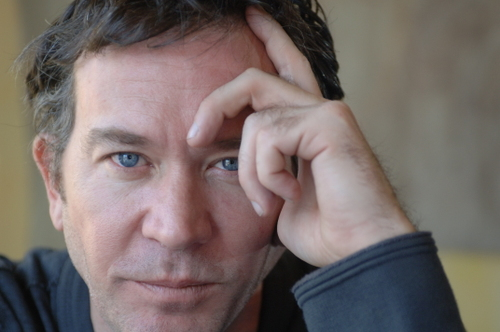
El actor Timothy Hutton

Thad Beaumont es un escritor que vive en el pequeño pueblo de Ludlow (Maine). Los libros que Thad publica con su nombre no son muy exitosos. Sin embargo, empleando el seudónimo George Stark, escribe novelas de terror y crímenes que progresivamente son alabadas por la crítica y que giran alrededor de un asesino violento llamado Alexis Máquina.  
Una vez conseguida fama y dinero, y con una preciosa familia compuesta por su atractiva esposa Liz y dos gemelos, un joven descubre la doble vida literaria del autor y planea chantajearlo. Beaumont decide entonces que ya no necesita a su doble en su ascendente carrera literaria por lo que decide desenmascarar al mundo su personaje. Junto a su esposa deciden llevar a cabo un funeral ficticio para George Stark. Pero pronto Beaumont descubrirá que no es nada fácil deshacerse del fantasma que creó a lo largo de los años.

## Reparto
- Timothy Hutton - Thad Beaumont y George Stark
- Amy Madigan - Liz Beaumont
- Michael Rooker - Alan Pangborn
- Julie Harris - Reggie Delesseps
- Robert Joy - Fred Clawson
- Chelsea Field - Annie Pangborn
- Royal Dano - Digger Holt
- Rutanya Alda - Miriam Cowley
- Beth Grant - Shayla Beaumont
- Kent Broadhurst - Mike Donaldson
- Tom Mardirosian - Rick Crowley
- Glenn Colerider - Homer Gamache

## Recepción
Taquilla
La película fue un lamentable fracaso en taquilla, recaudando a nivel mundial tan solo la cifra de $10.611.160 de dólares contra un presupuesto de $15.000.000 de dólares, nisiquiera logrando recuperar el dinero invertido
Critica
La película obtiene valoraciones mixtas en los portales de información cinematográfica. En IMDb, con 15.211 valoraciones de los usuarios, obtiene una puntuación de 6 sobre 10. En FilmAffinity con 1.859 calificaciones obtiene una puntuación de 5,4 sobre 10. Rotten Tomatoes le otorgan una calificación de "fresco" en el 56% de las 32 críticas profesionales y para el 37% de las 8.956 valoraciones.

"Esta adaptación de George Romero está manejada con mucha convicción. Los proyectos más personales de Romero (Martin, La Estación de la Bruja) resultan virtualmente invisibles mientras la gente no para de pedir zombies. Podríamos pensar que Romero siempre quiso ser Thad Beaumont pero, debido a sus productores y fanes, debe seguir siendo Stark. La película es elegante y disfrutable y es altamente satisfactorio observar a Timothy Hutton en el doble papel del "chico amable" Thad frente al "vicioso" George."
Rob Gonsalves (eFilmCritic.com) 